# Getas (Kaloran)
Getas is een bestuurslaag in het regentschap Temanggung van de provincie Midden-Java, Indonesië. Getas telt 3443 inwoners (volkstelling 2010).